# Brünn/Thür.
Brünn/Thür. település Németországban, azon belül Türingiában. Lakosainak száma 420 fő (2023. december 31.).

## Népesség
A település népességének változása:
| Lakosok száma | 431  | 417  | 405  | 420  | 420  |
|               | 2017 | 2019 | 2021 | 2022 | 2023 |